# Старий Бузець
Старий Бузець (рос. Старый Бузец) — присілок в Желєзногорському районі Курської області Російської Федерації.
Населення становить 212 осіб. Входить до складу муніципального утворення Троицька сільрада.

## Історія
Населений пункт розташований на території українського етнічного та культурного краю Східна Слобожанщина.
Від 2004 року входить до складу муніципального утворення Троицька сільрада.

## Населення
| 1862 | 1897  | 1905  | 1940  | 1979 | 2002 | 2010 |
| ---- | ----- | ----- | ----- | ---- | ---- | ---- |
| 1143 | ↗1695 | ↗1749 | ↗1800 | ↘525 | ↘371 | ↘212 |